# Exit Wounds
Exit Wounds (conocida en España como Herida abierta y en Hispanoamérica como Red de corrupción) es una película de 2001 dirigida por Andrzej Bartkowiak y protagonizada por Steven Seagal y DMX. La película está basada en el libro homónimo de John Westermann.
El filme llegó al número 1 en los Estados Unidos durante una semana, recaudando unos 19 millones de dólares iniciales. Finalmente recaudaría la cifra exacta de 79.958.599 de dólares
Representaría la segunda (de tres) colaboraciones entre director Andrzej Bartkowiak, productor Joel Silver y actores Anthony Anderson y Latrell Walker (DMX); precedida por Romeo Must Die y seguida por Cradle 2 the Grave. Isaiah Washington estuvo en el proyecto anterior, pero no en el siguiente. Tom Arnold y Drag-On estarían en el proyecto siguiente. Jet Li no participaría en este, pese a estar en los otros dos. La intención de estos filmes era, según el productor, «mezclar las artes marciales estilísticas con un estilo de pelea urbano en una película de acción tradicional».
El filme fue lanzado a través de Warner Bros. en coproducción de Silver Pictures y Village Roadshow Pictures.

## Argumento
Orin Boyd es un policía de Detroit muy efectivo que no respeta las reglas. Por ello, después de haber servido en las más altas dependencias, es degradado a la vigilancia de la peor zona de la ciudad. Un día, cuando descubre el robo de 5 millones de dólares en drogas incautadas él, lejos de perderse en medianías, descubre durante su investigación al respecto, los trapicheos ilegales del propio departamento de policía con el mundo de la droga y pone todo su empeño en hacer justicia. 
A su estilo y siempre luchando contra el corrupto, aunque lleve placa, se encontrará además con la doble dificultad de enfrentarse tanto a narcotraficantes como a la propia policía. Durante su aventura se encontrará personajes pintorescos como Latrell Walker y T.K. Johnson, a los que cree responsables de todo este asunto. También se topará con policías a los que no está seguro de poder confiar como Matt Montini o Lewis Strutt. Afortunadamente Boyd cuenta con la ayuda de su compañero George Clark y del estrafalario Henry Wayne.

## Reparto
| Actor              | Personaje                   | Cargo del personaje en la película                |
| ------------------ | --------------------------- | ------------------------------------------------- |
| Steven Seagal      | Orin Boyd                   | Policía de Detroit                                |
| DMX                | Latrell Walker/Leon Rollins | Dueño de un club nocturno                         |
| Isaiah Washington  | George Clark                | Policía y compañero de Boyd                       |
| Anthony Anderson   | T.K. Johnson                | Socio de Latrell/Leon                             |
| Michael Jai White  | Lewis Strutt                | Sargento de policía                               |
| David Vadim        | Matt Montini                | Policía corrupto                                  |
| Matthew G. Taylor  | Useldinger                  | Compañero de Montini                              |
| Bill Duke          | Hinges                      | Jefe de policía                                   |
| Tom Arnold         | Henry Wayne                 | Presentador de programas de televisión y radio    |
| Shane Daly         | Fitz                        | Policía corrupto                                  |
| Bruce McGill       | Frank Daniels               | Jefe de policía adjunto                           |
| Eva Mendes         | Trish                       | Ayudante de Latrell/Leon                          |
| Paolo Mastropietro | Parker                      | Otro policía corrupto                             |
| Drag-On            | Shaun Rollins               | Hermano de Latrell/Leon                           |
| Jill Hennessy      | Annette Mulcahy             | Jefa Del Departamento 15 De La Policía De Detroit |

## Producción
La película contó con un presupuesto de 30 millones de dólares y se rodó en Toronto, Calgary y Hamilton.

## Recepción
La película sorprendió a la audiencia en general, llegando al número uno en las listas. Muchos la llamaron "el regreso de Seagal". Sin embargo la película recibió críticas mixtas; muchos críticos alabaron las escenas de acción y los actores secundarios, pero criticaron los pobres diálogos, los clichés del género y los dos actores principales.